# František Sajfert
František Sajfert (4. října 1856 Křelice – 11. dubna 1911 Česká Bělá) byl český statkář a politik, za Rakouska-Uherska na počátku 20. století poslanec Říšské rady.

## Biografie
Narodil se v slezských Křelicích. Byl později adoptován a zdědil po svém strýci Janu Sajfertovi českobělské panství. Působil jako velkostatkář, zemědělský odborník a politik. Byl velkostatkářem v České Bělé. Roku 1908 mu byl udělen Řád železné koruny a již roku 1898 i Řád Františka Josefa. Působil jako okresní starosta. Podle jiného zdroje byl jen členem okresního zastupitelstva v Německém Brodu. V České Bělé spoluzakládal hasičský sbor a byl jeho prvním velitelem.
V zemských volbách v roce 1889 byl zvolen do Českého zemského sněmu v kurii velkostatkářské (nesvěřenecké velkostatky). Byl členem Strany konzervativního velkostatku. Mandát na sněmu obhájil i ve volbách v roce 1895, volbách v roce 1901 a volbách v roce 1908. Zasedal dlouhodobě ve výboru českého odboru zemské zemědělské rady.
Na počátku století se zapojil i do celostátní politiky. V doplňovacích volbách roku 1902 získal mandát na Říšské radě za velkostatkářskou (nefideikomisní) kurii v Čechách. Nastoupil 3. prosince 1902 místo Jana Radimského. K roku 1907 se profesně uvádí jako zemský poslanec a statkář. V květnu 1906 se uvádí jako jeden z 15 členů poslaneckého Klubu českého konzervativního velkostatku (Gruppe der Abgeordneter des böhmischen konservativen Großgrundbesitzes).
V dubnu 1910 byl povolán za doživotního člena Panské sněmovny (nevolená, horní komora Říšské rady).
Zemřel náhle v dubnu 1911.

## Příbuzenstvo
- Syn Štěpán Sajfert (1880[14]–1937)[15] absolvoval filosofickou fakultu, kde se věnoval převážně chemii.[16] Roku 1913, kdy se oženil, pracoval jako asistent hospodářské akademie v Táboře.[17] V roce 1907 se stal spoluautorem spisu v oblasti lihovarnictví.[18] Na úmrtním oznámení byl uváděn jako šéfchemik továrny Explosia v Semtíně,[15] popř. šéf jejího výzkumného oddělení.[19]
- Syn Jan Sajfert (1883–1953)[20] vystudoval s obtížemi farmacii na pražské univerzitě[21] a poté pokračoval jako statkář v otcově podnikání. Byl rovněž dlouholetým předsedou dobrovolných hasičů v České Bělé[7] a publikoval odborné práce o pěstování ovoce.[22] Roku 1913 se oženil s Boženou Rejskovou (1889–???),[23] dcerou preparátora a ilustrátora Josefa Rejska (1860–1932).[24] Tchán trávil poslední léta života na jeho statku.[25]